# 第1次小泉内閣
第1次小泉内閣（だいいちじ こいずみないかく）は、衆議院議員、自由民主党総裁の小泉純一郎が第87代内閣総理大臣に任命され、2001年（平成13年）4月26日から2002年（平成14年）9月30日まで続いた日本の内閣。
自由民主党、公明党、保守党を与党とする自公保連立政権である。

## 概説
2001年自由民主党総裁選挙の結果を受けて発足した。同じ森派である森内閣からの再任が多く見られた。内閣官房長官の福田康夫が続投、財務大臣は小泉首相にとっては派閥の先輩に当たる塩川正十郎を充て、経済財政政策担当大臣に慶大教授の竹中平蔵を起用した。
幹事長は小泉首相の盟友山崎拓が起用された。一方で、江藤・亀井派の平沼赳夫を政調会長に一本釣りしようとしたが、これに会長の江藤隆美と亀井静香が強く反発し、経産相への再任となった。また、平沼の代わりに前首相の森喜朗の助言で起用された河野グループの麻生太郎は一躍台頭することとなった。
総裁選で小泉応援団となった田中眞紀子を外務大臣に起用した。小泉首相はさらに、森山眞弓を法務大臣、文部官僚の遠山敦子を文部科学相に抜擢。連立を組む保守党の扇千景は国土交通相に、川口順子は環境相に再任された。女性閣僚は歴代最多の5人にのぼった。小泉内閣が発足したのを受け、朝日新聞社が4月27日、28日の両日実施した全国世論調査（電話）によると、内閣支持率は78％で、細川内閣時の74％を上回り過去最高になり、不支持は8％。8月21日のフジテレビの調査では支持するが61.8％、支持しないが34.4％、その他・わからないが3.8％だった。田中は外務省幹部や鈴木宗男衆院議運委員長との対立などから国会審議を混乱させたとして、小泉首相は2002年1月29日に田中を更迭した。小泉首相が兼務した後に、環境相であった川口順子を横滑りさせた。
一方、総裁選で敗れた橋本龍太郎元首相が率いる最大派閥、橋本派からの入閣は総務相に片山虎之助（留任）、国家公安委員長に村井仁の2人。加藤派からは中谷元が防衛庁長官、行革・規制改革担当相に石原伸晃が初入閣を果たした。

## 内閣の顔ぶれ、人事

### 国務大臣
2001年（平成13年）4月26日任命。
| 職名                                                         | 氏名       | 氏名 | 出身等                             | 特命事項等                                  | 備考                           |
| ------------------------------------------------------------ | ---------- | ---- | ---------------------------------- | ------------------------------------------- | ------------------------------ |
| 内閣総理大臣                                                 | 小泉純一郎 |      | 衆議院 自由民主党 （無派閥）       |                                             | 自由民主党総裁 再入閣          |
| 総務大臣                                                     | 片山虎之助 |      | 参議院 自由民主党 （橋本派）       |                                             | 再任                           |
| 法務大臣                                                     | 森山眞弓   |      | 衆議院 自由民主党 （旧河本派）     |                                             | 再入閣                         |
| 外務大臣                                                     | 田中眞紀子 |      | 衆議院 自由民主党 （無派閥）       |                                             | 2002年1月30日免                |
| 外務大臣                                                     | 小泉純一郎 |      | 衆議院 自由民主党 （無派閥）       |                                             | 2002年1月30日命 2002年2月1日免 |
| 外務大臣                                                     | 川口順子   |      | 民間                               |                                             | 2002年2月1日命                 |
| 財務大臣                                                     | 塩川正十郎 |      | 衆議院 自由民主党 （森派）         |                                             | 再入閣                         |
| 文部科学大臣                                                 | 遠山敦子   |      | 民間                               | 国立国会図書館連絡調整委員会委員            | 初入閣                         |
| 厚生労働大臣                                                 | 坂口力     |      | 衆議院 公明党                      |                                             | 再任                           |
| 農林水産大臣                                                 | 武部勤     |      | 衆議院 自由民主党 （山崎派）       |                                             | 初入閣                         |
| 経済産業大臣                                                 | 平沼赳夫   |      | 衆議院 自由民主党 （江藤・亀井派） | 国際博覧会担当                              | 再任                           |
| 国土交通大臣                                                 | 林寛子     |      | 参議院 保守新党                    | 首都機能移転担当                            | 再任                           |
| 環境大臣                                                     | 川口順子   |      | 民間                               | 地球環境問題担当                            | 再任 2002年2月8日免            |
| 環境大臣                                                     | 大木浩     |      | 衆議院 自由民主党 （橋本派）       | 地球環境問題担当                            | 2002年2月8日命                 |
| 内閣官房長官 内閣府特命担当大臣 （男女共同参画担当）         | 福田康夫   |      | 衆議院 自由民主党 （森派）         |                                             | 再任                           |
| 国家公安委員会委員長 内閣府特命担当大臣 （防災担当）         | 村井仁     |      | 衆議院 自由民主党 （橋本派）       | 食品安全委員会（仮称）担当                  | 初入閣                         |
| 防衛庁長官                                                   | 中谷元     |      | 衆議院 自由民主党 （加藤派）       |                                             | 初入閣                         |
| 内閣府特命担当大臣 （沖縄及び北方対策担当 科学技術政策担当） | 尾身幸次   |      | 衆議院 自由民主党 （森派）         |                                             |                                |
| 内閣府特命担当大臣 （金融担当）                              | 柳澤伯夫   |      | 衆議院 自由民主党 （堀内派）       |                                             |                                |
| 内閣府特命担当大臣 （経済財政政策担当）                      | 竹中平蔵   |      | 民間                               | 新千年紀記念行事担当 情報通信技術（IT）担当 | 初入閣                         |
| 内閣府特命担当大臣 （規制改革担当）                          | 石原伸晃   |      | 衆議院 自由民主党 （無派閥）       | 行政改革担当                                | 初入閣                         |

### 内閣官房副長官・内閣法制局長官
2001年（平成13年）4月26日任命。
| 職名           | 氏名       | 出身等                     | 備考           |
| -------------- | ---------- | -------------------------- | -------------- |
| 内閣官房副長官 | 安倍晋三   | 衆議院／自由民主党（森派） | 政務担当       |
| 内閣官房副長官 | 上野公成   | 参議院／自由民主党（森派） | 政務担当       |
| 内閣官房副長官 | 古川貞二郎 | 厚生省                     | 事務担当       |
| 内閣法制局長官 | 津野修     | 大蔵省                     | 2002年8月8日免 |
| 内閣法制局長官 | 秋山收     | 通商産業省                 | 2002年8月8日任 |

### 内閣総理大臣補佐官
| 職名                                | 氏名     | 出身等                       | 備考                              |
| ----------------------------------- | -------- | ---------------------------- | --------------------------------- |
| 内閣総理大臣補佐官 （都市再生担当） | 牧野徹   | 民間（旧建設省）             | 2001年9月3日任                    |
| 内閣総理大臣補佐官 （行政改革担当） | 熊代昭彦 | 衆議院／自由民主党（橋本派） | 内閣府副大臣兼任／2002年1月22日任 |

### 副大臣
2001年（平成13年）5月1日任命。
- 内閣府副大臣 - 熊代昭彦：2002年（平成14年）1月8日−／仲村正治：−2002年（平成14年）1月8日、松下忠洋、村田吉隆
- 防衛庁副長官 - 萩山教嚴
- 総務副大臣 - 佐田玄一郎：2002年（平成14年）1月8日−／遠藤和良：−2002年（平成14年）1月8日、若松謙維：2002年（平成14年）1月8日−／小坂憲次：−2002年（平成14年）1月8日
- 法務副大臣 - 横内正明
- 外務副大臣 - 植竹繁雄、杉浦正健
- 財務副大臣 - 谷口隆義：2002年（平成14年）1月8日−／村上誠一郎：−2002年（平成14年）1月8日、尾辻秀久：2001年（平成13年）9月21日−／若林正俊：−2001年（平成13年）9月21日
- 文部科学副大臣 - 青山丘、岸田文雄
- 厚生労働副大臣 - 宮路和明：2002年（平成14年）1月8日 - 7月15日／桝屋敬悟：−2002年（平成14年）1月8日、狩野安：2002年（平成14年）1月8日−／南野知惠子：−2002年（平成14年）1月8日
- 農林水産副大臣 - 遠藤武彦、野間赳：2001年（平成13年）9月21日−／田中直紀：−2001年（平成13年）9月21日
- 経済産業副大臣 - 古屋圭司、大島慶久：2001年（平成13年）9月21日−／松田岩夫：−2001年（平成13年）9月21日
- 国土交通副大臣 - 佐藤静雄、月原重明（月原茂皓）：2002年（平成14年）1月8日−／泉信也：−2002年（平成14年）1月8日
- 環境副大臣 - 山下栄一：2002年（平成14年）1月8日−／風間昶：−2002年（平成14年）1月8日

※途中退任した宮路厚労副大臣の後任は欠員のまま置かれなかった。

### 大臣政務官
組閣11日後の2001年（平成13年）5月7日任命。
- 内閣府大臣政務官 - 奥山茂彦：2002年（平成14年）1月8日−／阪上善秀：−2002年（平成14年）1月8日、嘉数知賢：2002年（平成14年）1月8日−／渡辺博道：−2002年（平成14年）1月8日、亀井郁夫：2002年（平成14年）1月8日−／仲道俊哉：−2002年（平成14年）1月8日
- 防衛庁長官政務官 - 木村太郎：2002年（平成14年）1月8日−／嘉数知賢：−2002年（平成14年）1月8日、山下善彦：2002年（平成14年）1月8日−／平沢勝栄：−2002年（平成14年）1月8日
- 総務大臣政務官 - 河野太郎：2002年（平成14年）1月8日−／新藤義孝：−2002年（平成14年）1月8日、滝実：2002年（平成14年）1月8日−／山名靖英：−2002年（平成14年）1月8日、山内俊夫：2001年（平成13年）9月21日−／景山俊太郎：−2001年（平成13年）9月21日
- 法務大臣政務官 - 下村博文：2002年（平成14年）1月8日−／中川義雄：−2002年（平成14年）1月8日
- 外務大臣政務官 - 今村雅弘：2002年（平成14年）1月8日−／丸谷佳織（五十嵐佳織）：−2002年（平成14年）1月8日、松浪健四郎：2002年（平成14年）1月8日−／小島敏男：−2002年（平成14年）1月8日、水野賢一：2002年（平成14年）1月8日 - 8月26日／山口泰明：−2002年（平成14年）1月8日
- 財務大臣政務官 - 砂田圭佑：2002年（平成14年）1月8日−／中野清：−2002年（平成14年）1月8日、吉田幸弘：2002年（平成14年）1月8日−／林田彪：−2002年（平成14年）1月8日
- 文部科学大臣政務官 - 池坊保子、加納時男：2001年（平成13年）9月21日−／水島裕：−2001年（平成13年）9月21日
- 厚生労働大臣政務官 - 田村憲久：2002年（平成14年）1月8日−／佐藤勉：−2002年（平成14年）1月8日、久野恒一：2001年（平成13年）9月21日−／田浦直：−2001年（平成13年）9月21日
- 農林水産大臣政務官 - 宮腰光寛：2002年（平成14年）1月8日−／岩永峯一：−2002年（平成14年）1月8日、岩永浩美：2001年（平成13年）9月21日−／国井正幸：−2001年（平成13年）9月21日
- 経済産業大臣政務官 - 下地幹郎：2002年（平成14年）1月8日−／大村秀章：−2002年（平成14年）1月8日、松あきら（西川玲子）：2002年（平成14年）1月8日−／西川太一郎：−2002年（平成14年）1月8日
- 国土交通大臣政務官 - 菅義偉：2002年（平成14年）1月8日−／木村隆秀：−2002年（平成14年）1月8日、高木陽介：2002年（平成14年）1月8日−／田中和徳：−2002年（平成14年）1月8日、森下博之：2002年（平成14年）1月8日−／木村仁：−2002年（平成14年）1月8日
- 環境大臣政務官 - 奥谷通：2002年（平成14年）1月8日−／西野陽：−2002年（平成14年）1月8日

※途中退任した水野外務政務官の後任は欠員のまま置かれなかった。